# 小行星9002
小行星9002（9002 Gabrynowicz）是一颗围绕太阳公转的小行星。1981年8月23日，亨利·德波鸿诺在拉西拉天文台发现了此天体。
这颗小行星的绝对星等为229.8394419576526等。